# Akademikernas erkända arbetslöshetskassa
Akademikernas a-kassa, formellt Akademikernas erkända arbetslöshetskassa (AEA), är den arbetslöshetskassa som alla akademiker som är yrkesverksamma i Sverige kan vara med i. Eftersom verksamhetsområdet är just akademiker behöver medlemmarna inte byta a-kassa om de byter arbete eller om man startar egen verksamhet. I Akademikernas a-kassa är medlemmar i fackförbund inom Sveriges akademikers centralorganisation (Saco) och Vårdförbundet med. A-kassan har också cirka 150 000 medlemmar som inte är med i något fackförbund. Med över 750 000 medlemmar (2021) är Akademikernas a-kassa den största arbetslöshetskassan i Sverige.

## Uppgift
Akademikernas a-kassa har till uppgift att ansluta medlemmar, hjälpa medlemmar att ansöka om ersättning, utreda ersättningsrätten och betala ut arbetslöshetsersättning till sina arbetslösa medlemmar. Reglerna för a-kassans verksamhet framgår av lagen om arbetslöshetskassor och villkoren för arbetslöshetsersättningen återfinns i Lag (1997:239) om arbetslöshetskassor. Försäkringsvillkoren återfinns i Lag (1997:238) om arbetslöshetsförsäkring.

## Organisation
Arbetslöshetskassorna är självständiga föreningar vars verksamhet regleras av lagar och stadgar. Högsta beslutande organ är föreningsstämman som utser kassans styrelse. Kassaföreståndare är sedan hösten 2007 Katarina Bengtsson Ekström.
Inspektionen för arbetslöshetsförsäkringen, IAF, är tillsynsmyndighet.
Organisationsnumret är 802005-4691.

## Verksamhetsområde
Man kan vara med i Akademikernas a-kassa om man är akademiker och har 180 poäng eller mer, om man studerar med målet att ta minst 180 högskolepoäng eller om man tillhör något av kassans distrikt, det vill säga ett Saco-förbund eller Vårdförbundet. För att få gå med i a-kassan krävs också att man arbetar eller har arbetat minst en timme.